# دينيس ليندسي
دينيس ليندسي (بالإنجليزية: Denis Lindsay)‏ (1916 ببينوني في جنوب أفريقيا - ) هو لاعب كرة قدم جنوب أفريقي في مركز حراسة المرمى. لعب مع هدرسفيلد تاون.